# Skvin
Skvin är en sjö i Leksands kommun i Dalarna och ingår i Dalälvens huvudavrinningsområde. Sjön har en area på 0,159 kvadratkilometer och ligger 245 meter över havet. Sjön avvattnas av vattendraget Skivssån.

## Delavrinningsområde
Skvin ingår i det delavrinningsområde (673811-146353) som SMHI kallar för Inloppet i Histjärnen. Medelhöjden är 333 meter över havet och ytan är 13,16 kvadratkilometer. Det finns inga avrinningsområden uppströms utan avrinningsområdet är högsta punkten. Skivssån som avvattnar avrinningsområdet har biflödesordning 2, vilket innebär att vattnet flödar genom totalt 2 vattendrag innan det når havet efter 270 kilometer. Avrinningsområdet består mestadels av skog (83 procent). Avrinningsområdet har 0,16 kvadratkilometer vattenytor vilket ger det en sjöprocent på 1,2 procent.